# Ars Electronica

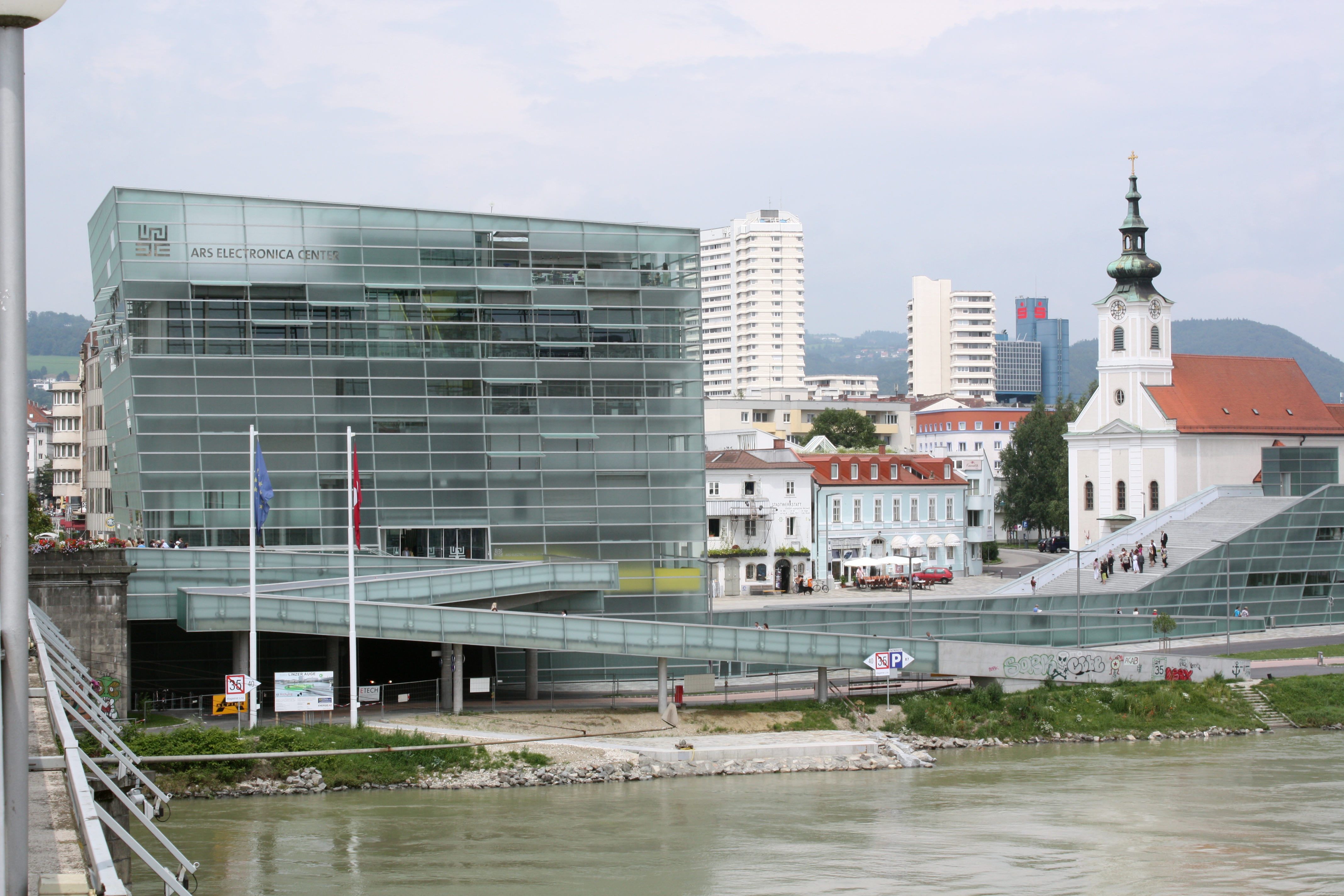
Ars Electronica na dunajském břehu

Ars Electronica je organizace založená v roce 1979 v rakouském Linci, jako festival umění, techniky a společnosti. Dříve byla součástí Mezinárodního Brucknerova festivalu (něm. "International Bruckner Festival"). Jeho úspěch rapidně vzrůstal a přitahuje tak pozornost celého světa až dodnes. Spojení UMĚNÍ-TECHNIKA-SPOLEČNOST se stalo filozofií celého festivalu, která je založena na interakci mezi uměním, technologií a člověkem. Dlouhodobá kontinuita a specifické zaměření dělá tento festival opravdu unikátním a světově populárním.

## Historie
Premiéra tohoto významného festivalu proběhla 18. září roku 1979 v bývalé továrně na tabák, první stavbě s ocelovou konstrukcí v celém Rakousku. Symposium se skládalo asi z dvaceti umělců a vědců, kteří byli úzce zaměřeni na technologie v umění, tudíž zpočátku neoslovovali širokou veřejnost, ale zaměřovali se spíše na tu odbornou. Ars Electronica byla součástí mezinárodního Bruckner festivalu, který byl zaměřen na hudbu. Pro nevelký úspěch, který ARS Electronica sklidila, byl tento pilotní projekt, který byl zárodkem celé Ars Electroniky málem zavržen a zrušen, jelikož nebyli prostředky na jeho financování. Tehdejší spoluzakladatel Hannes Leopoldseder přišel s nápadem, že se Ars Electronica bude konat jednou za dva roky a bude na ní vymezen určitý rozpočet. Od roku 1980 se Ars Electronica konala jako bienále, čímž zároveň získala i čas na to, aby si vytvořila stabilní publikum i zahraniční renomé. Bienále trvalo až do roku 1986, kdy její úspěch rapidně vzrostl hlavně díky spolupráci se zahraničními umělci, rozšířením pole působnosti a zájmu širší veřejnosti, což podnítilo i zájem magistrátu Linze, který se jej rozhodl financovat a festival se tak mohl konat každoročně. Projekt byl navržen hlavně díky vzniku digitální revoluce, která s sebou přináší příležitosti čelit závažným otázkám týkajících se budoucnosti a soustředit dotazy na spojení UMĚNÍ-TECHNOLOGIE-SPOLEČNOST. Každý rok se mění konkrétní téma festivalu, které je úzce spojeno s aktuálními společenskými tématy. Toto téma je určováno titulem a případně ještě specifikováno i podtitulem. Umělci tak mají možnost vyjádřit se ke konkrétním událostem, které proběhly za poslední rok a zároveň nastínit potenciální budoucnost. Některé ročníky byly zaměřeny spíš na techniku a jiné zase na umění. AEF si naložil opravdu nelehký úkol už tím, že nerekapituluje historii obecně, sice si vybírá zajímavé úseky či události, které se v minulosti událi, ale především se snaží předvídat budoucnost.